# Athlon XP
Athlon XP is een type microprocessor ontwikkeld door AMD. Het betreft een snellere versie van de Athlon, in Socket A (socket-462)-uitvoering. Deze processor verbruikt minder stroom dan zijn voorganger.

## Specificaties

### Palomino
AMD bracht de derde generatie Athlon-CPU uit op 9 oktober 2001 (codenaam "Palomino") onder de naam Athlon XP.
- L1-Cache: 64 + 64 KB (Data + Instructies)
- L2-Cache: 256 KB, fullspeed
- MMX, 3DNow! (AMD-variant van SSE), SSE
- Socket A (EV6)
- Front side bus: 133 MHz (266 MT/s)
- VCore: 1.50 tot 1.75 V
- Energieverbruik: 68 W
- Eerste uitgave: 9 oktober 2001
- Kloksnelheid:
  - Athlon 4: 850–1400 MHz
  - Athlon XP: 1333–1733 MHz (1500+ tot 2100+)
  - Athlon MP: 1000–1733 MHz

### Thoroughbred (T-Bred)
De vierde generatie van Athlon, de Thoroughbred, werd uitgebracht op 10 juni 2002 en had een kloksnelheid van 1.8 GHz, of 2200+ met het PR-systeem.
Specificaties
- L1-Cache: 64 + 64 KB (Data + Instructies)
- L2-Cache: 256 KB, fullspeed
- MMX, 3DNow!, SSE
- Socket A (EV6)
- Front side bus: 133/166 MHz (266/333 MT/s)
- VCore: 1.50–1.65 V
- Eerste uitgave: 10 juni 2002 (A), 21 augustus 2002 (B)
- Kloksnelheid:
  - Thoroughbred "A": 1400–1800 MHz (1600+ tot 2200+)
  - Thoroughbred "B": 1400–2250 MHz (1600+ tot 2800+)
  - 133 MHz FSB: 1400–2133 MHz (1600+ tot 2600+)
  - 166 MHz FSB: 2083–2250 MHz (2600+ tot 2800+)